# Tranzistor na poljski pojav
Tranzístor na póljski pojáv (angleško field-effect transistor; kratica FET) ali únipolárni tranzístor je vrsta tranzistorja, pri katerem teče električni tok le po kanalu iz enega tipa polprevodnika, n ali p. Prevodnost tega kanala uravnavamo z električnim poljem. Priključki tranzistorja na poljski pojav se imenujejo vrata (gate, G), ponor (drain, D) in vir (source, S).
Glede na izvedbo ločimo več vrst tranzistorjev na poljski pojav:
- spojni tranzistor na poljski pojav (spojni FET, JFET)
- kovinsko oksidni tranzistor na poljski pojav (MOSFET)
  - MOSFET z induciranim kanalom
  - MOSFET z vgrajenim kanalom